# Armin Gehret
Armin Gehret (* 26. Oktober 1923 in Karlstadt; † 12. Juli 2019 in Bad Grönenbach) war ein deutscher Maler, Grafiker und Zeichner. Er machte eine kaufmännische Ausbildung. Im Anschluss besuchte er die Werk-Kunstschule in Offenbach am Main. Danach arbeitete er in einem Memminger Autohaus. Als Maler und Karikaturist betätigte er sich seit den 1960er Jahren. Er konnte seine Arbeiten unter anderem an die Zeitschriften Spiegel, Stern und den Penthouse verkaufen. Auch die Satire-Zeitschrift Eulenspiegel druckte Werke von ihm ab. Den Johann-Georg-Fischer-Kunstpreis der Stadt Marktoberdorf erhielt er 2003. Er lebte bis zu seinem Tod in dem oberschwäbischen Kurort Bad Grönenbach bei Memmingen.
Seine Zeichnungen sind linear geprägt. Die detailreichen Zeichnungen befassen sich meist mit gesellschaftlichen Themen und menschlichen Schwächen.

## Publikationen
- Eine feine Gesellschaft. Deutsche Charaktere., Nördlingen 1988
- Armin Gehrets Kleines Welttheater, Dd. 1992
- Kunst darf alles, nur nix kosten, Bad Grönenbach 2003
- Grosse Meister – indiskret!, Bad Grönenbach 2014

## Ausstellungen
- 1999 in der Hohen Kemenate in Karlstadt
- 2003 und 2014 im Künstlerhaus Marktoberdorf
- 2004 in der Galerie Fuchstal in Asch
- 2005 in der Galerie Podium in Kaufbeuren
- 2005 in der Galerie Gondolph-Zink in Sonthofen
- 2006, 2011, 2013, 2016 und 2018 im Hohen Schloss Bad Grönenbach
- 2006, 2008 und 2013 im Historischen Rathaussaal in Karlstadt
- 2007 im Antoniersaal in Memmingen
- 2007 im Kornhaus-Museum Weiler
- 2009 im Landratsamt Mindelheim
- 2011 in der Kunsthalle Kempten
- 2013 im Schloss Ummendorf
- 2014 im Stilhaus in München
- 2022 im Museum für zeitgenössische Kunst – Diether Kunerth in Ottobeuren